# Oczekiwanie (rzeźba)
Oczekiwanie – rzeźba plenerowa położona w parku Juliusza Słowackiego we Wrocławiu. Usytuowana jest na skraju parku w pobliżu ulicy Jana Ewangelisty Purkyniego i placu Powstańców Warszawy, naprzeciwko Muzeum Narodowego. Instalacja powstała na zamówienie Wydziału Kultury Urzędu Miejskiego Wrocławia w 1979 roku podczas pleneru malarsko-rzeźbiarskiego w Twardogórze, a jej odsłonięcie nastąpiło w 1980 roku. Jej projektantem jest Anna Malicka-Zamorska, natomiast autorem rzeźby – figury młodej kobiety – Ryszard Zamorski.
Kompozycja całego pomnika składa się z dwóch foteli ustawionych na niskich, ceglanych podwyższeniach (postumentach) w kształcie kwadratów. Na jednym z nich  (wschodnim) umieszczona jest postać siedzącej, młodej kobiety. Forma plastyczna foteli stylizowana jest obłymi zniekształceniami, uwypuklającymi "miękkość" i cechy mebli oraz figury. Jest to konceptualne ujęcie tematu dopełniające udział widza w zaprezentowanej scenerii. Rzeźba została wykonana jako ceramiczna w Zakładach Ceramicznych w Żarowie (ceramika spiekana w temperaturze 700º C).